# Tudor Vladimirescu (gmina Avrămeni)
Tudor Vladimirescu – wieś w Rumunii, w okręgu Botoszany, w gminie Avrămeni. W 2011 roku liczyła 811 mieszkańców.